# Zim Zum
 (décembre 2007).
Zim Zum, né le 25 juin 1969 à Chicago, est un ancien guitariste du groupe Marilyn Manson. Son vrai nom est Timothy Michael Linton. Il s'est intégré au groupe en 1996 et la rumeur dit qu'il a dû quitter le groupe à la suite de problèmes de drogue.[réf. nécessaire]
C'est le premier du groupe à avoir eu un pseudonyme qui ne soit pas le mélange du nom d'une star féminine et du nom d'un tueur célèbre. Travaillant dans une usine de guitares avant de rejoindre le groupe, il a confectionné lui-même les trois guitares qu'il utilisait sur scène.
Il fut surtout le guitariste live de Manson pour Antichrist Superstar entre 1996 et 1997, et dû quitter le groupe au tout début de l'enregistrement de Mechanical Animals en 1998 pour des raisons encore aujourd'hui inconnues (certains disent que Manson était jaloux de sa popularité au sein du groupe ou qu'il décida tout seul de s'en aller essayer sa chance en solo, ou bien encore qu'il ne s'investissait pas suffisamment dans l'enregistrement de Mechanical Animals).
Tout comme Twiggy Ramirez il avait une manière androgyne de s'habiller et de se maquiller sur scène.
Depuis 2005, il fait partie du groupe The Pop Culture Suicides.